# Москера, Аурелио
Аурелио Москера Нарваэс (исп. Aurelio Mosquera Narváez, 2 августа 1883 — 17 ноября 1939) — эквадорский политик, президент Эквадора.

## Биография
Родился в 1883 году в Кито. Изучал медицину сначала в университете родного города, затем в Париже. По возвращении на родину стал профессором, потом деканом, а в итоге — ректором Центрального университета.
Политическую карьеру начал, став в 1914—1915 годах депутатом от провинции Пичинча в Национальном конгрессе. В 1914—1917 годах он входил в Муниципальный совет Кито, а в 1918 году стал его вице-президентом. В 1925 году после Июльской революции стал государственным советником. В 1928 году был избран от провинции Пичинча в состав Конституционной Ассамблеи, затем стал сенатором, и в 1930-1931 годах был вице-президентом Сената.
С самого раннего возраста он был членом Либеральной партии. В 1932 году был избран президентом Верховной хунты Радикальной либеральной партии в провинции Пичинча и занимал этот пост до 1936 года. В 1938 году, после отставки Мануэля Марии Борреро, он был избран президентом Эквадора.
Столкнувшись с трудностями при формировании кабинета, Москера получил поддержку армии в обмен на роспуск Национальной Ассамблеи и формирование Экстраординарного конгресса из двух палат. В связи с тем, что возникли сомнения в легальности происходящего, 2 февраля 1939 года Москера восстановил действие Конституции 1906 года. 
Политические действия сопровождались подавлением общественных протестов и концентрацией власти в руках исполнительной ветви. В январе 1939 года была подавлена попытка военного переворота. В марте началась забастовка студентов и преподавателей, их поддержали профсоюзы; Москера в ответ закрыл Центральный университет, устроил репрессии против профсоюзов и организовал параллельные структуры рабочего движения.
17 ноября 1939 года президент Москера неожиданно скончался (ходили слухи, что он совершил самоубийство). Во главе исполнительной власти стал глава Сената Карлос Альберто Арройо дель Рио.